# Sävenäs
Sävenäs är en stadsdel och ett industriområde i Göteborgs kommun som har sitt namn från Säveån. Den utgör en del av primärområdet Torpa tillhörigt stadsområdena Centrum och Nordost.
Sävenäs gränsar till Sävedalen i Partille kommun. Stadsdelen har en areal på 446 hektar.

## Historia
Sedan de östra delarna av Örgryte socken inkorporerats i Göteborgs stad år 1922, delades den upp i stadsdelarna Bö, Torp, Skår, Kallebäck, Gårda, Lunden, Kålltorp och Sävenäs, namngivna efter gamla gårdar.
Gården Sävenäs köptes 1875 av Nils Georg Sörensen, som anlade träindustrin Säfveåns AB där. Utbyggnaden av Sävenäs inleddes på 1930-talet med Fräntorps egnahemsområde 1935. Under åren 1947–1951 byggdes villor söder om Vidkärrs gård och Västra Torpa byggdes 1946–1948 och utvidgades 1959–1960. Björkekärr byggdes under 1950-talet.
Inom området anlades koloniområdena Torpakolonin 1930 och Fräntorpskolonin 1939. Då Östra sjukhuset började byggas 1966 revs Fräntorpskolonin och delar av Torpakolonin.

## Bebyggelse

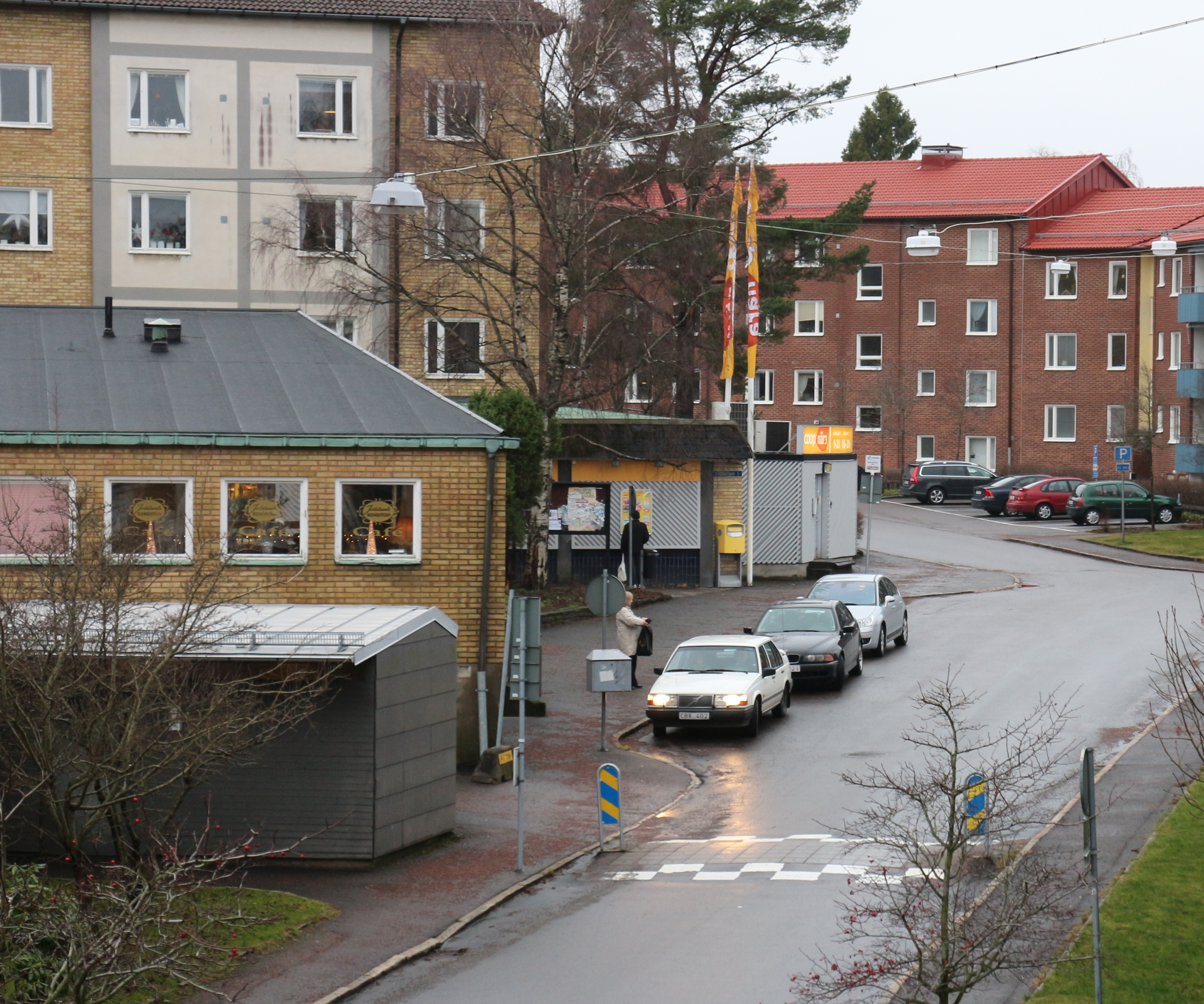
Trätorget i Björkekärr.

Västra Torpa, området norr om Vidkärrs gård, stadsplanelades 1945 och bebyggdes under åren 1946–1948 och Kaggeledstorget färdigställdes 1954. Det byggdes av det då nybildade Göteborgs stads bostadsaktiebolag och omfattar omkring 20 lamellhus i tre våningar med fasader i gult tegel eller spritputs. Stadsplanen och byggnaderna utformades av Nils Einar Eriksson och Erik Ragndal.
Östra Torpa byggdes under åren 1958–1960 av Göteborgs stads bostadsaktiebolag. Det omfattar ett 10-tal lamellhus i tre-fyra våningar med fasader av rött tegel. Husen ritades av Nils Einar Eriksson och stadsplanen upprättades av Koj Jonsson.
Småhusområdet i Björkekärr bebyggdes 1952–1957 av Göteborgs stads egnahemsbyrå och består av radhus, parhus och villor i trä.
Området Träringen, uppfört 1954–1958, består av flerbostadshus och radhus. Stadsplanen ritades av Koj Jonsson. I området ligger Björkekärrs kyrka.
Radhusområdet Robertshöjd består av omkring 30 radhuslängor med sex till åtta hus i varje länga. De uppfördes 1961–1963 och ritades av A Nygård och Poul Hultberg. Stadsplanen ritades av Koj Jonsson 1959.
Bostadshusen vid Spåntorget ritades av bland annat Jan Wallinder och uppfördes under åren 1961–1962.

## Industriområdet
Här finns pendeltågsstationen Sävenäs på Västra stambanan. Området domineras av Sävenäs avfallskraftvärmeverk som drivs av det kommunala bolaget Renova. 
Sävenäs rangerbangård sköts av Green Cargo och varje år hanteras över 200 000 vagnar, varav 120 000 går till Hisingen och Göteborgs hamn via Hamnbanan. År 2027 väntas en upprustning av rangerbangården att påbörjas.
Här fanns även Sävenäs koloniområde, känt från TV då det var därifrån Kurt Olsson sände sina första TV-program, vilken i dag har ersatts av ytterligare uppställningspår på bangården.

## Galleri

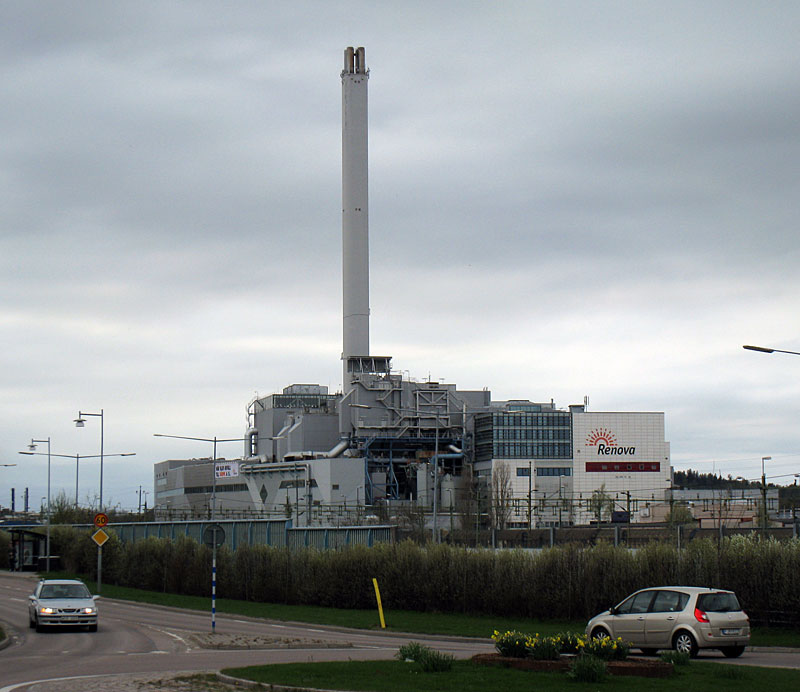
Renovas avfallskraftvärmeverk.
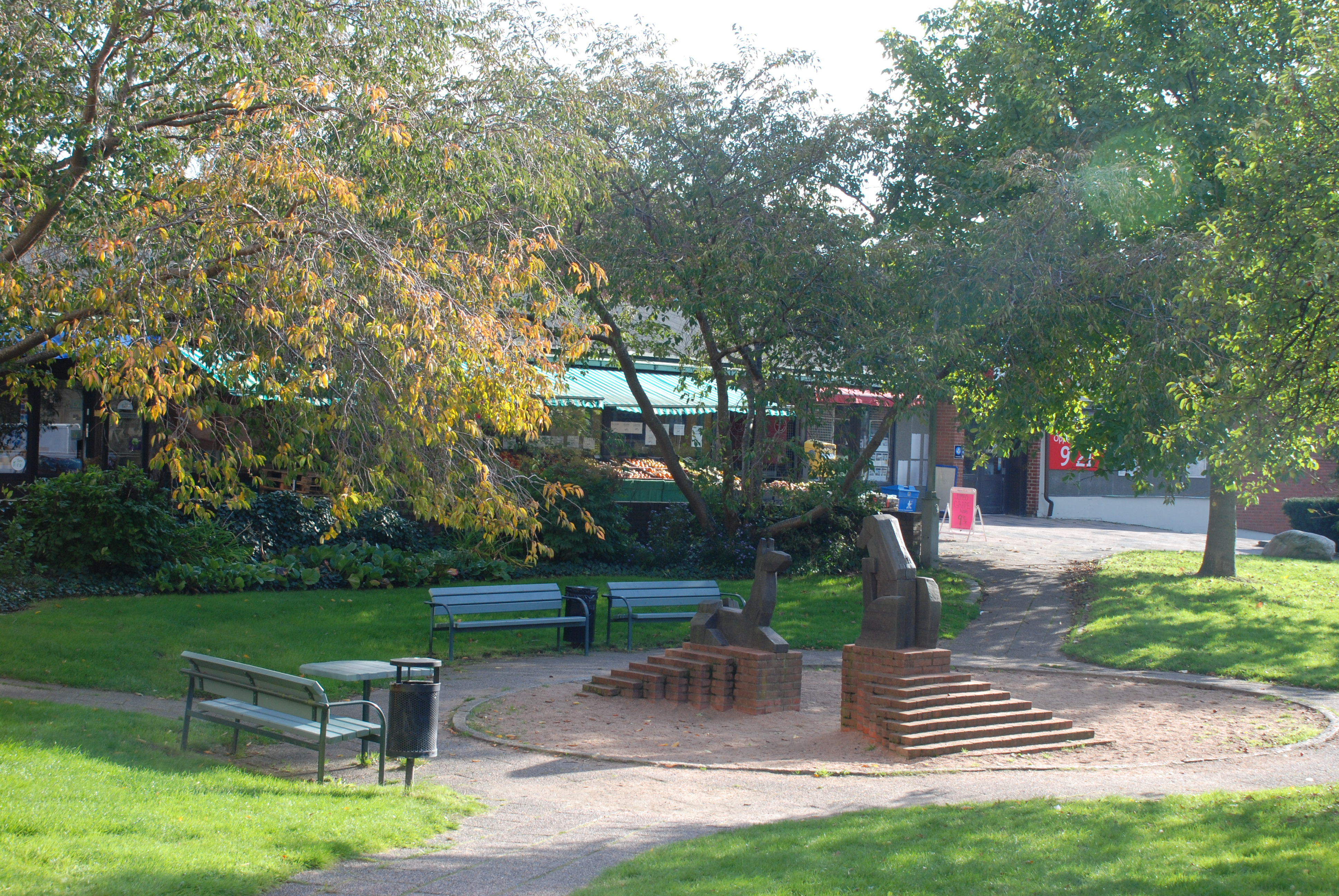
Stabbetorget, Björkekärr.
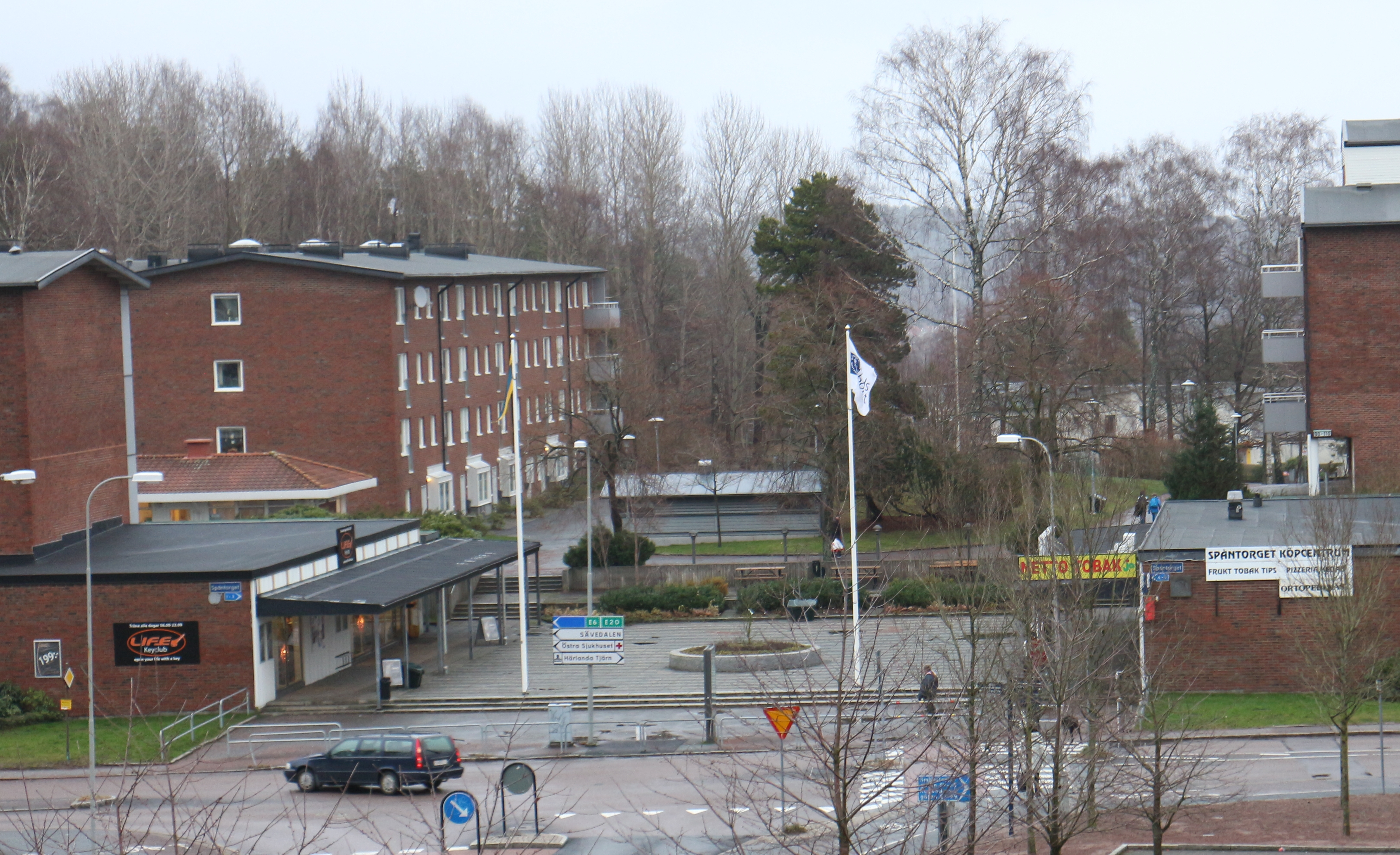
Spåntorget, Björkekärr.
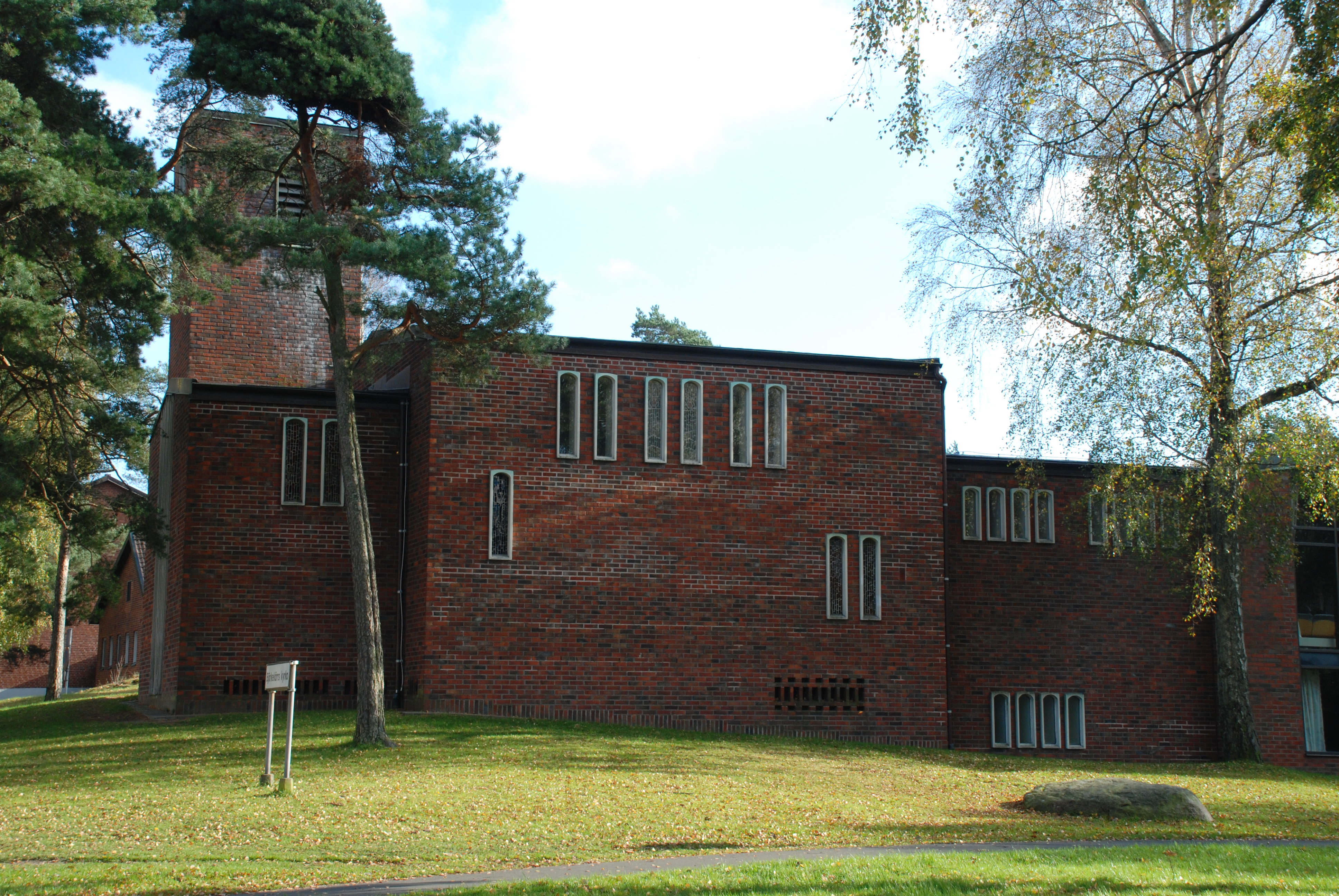
Björkekärrs kyrka.
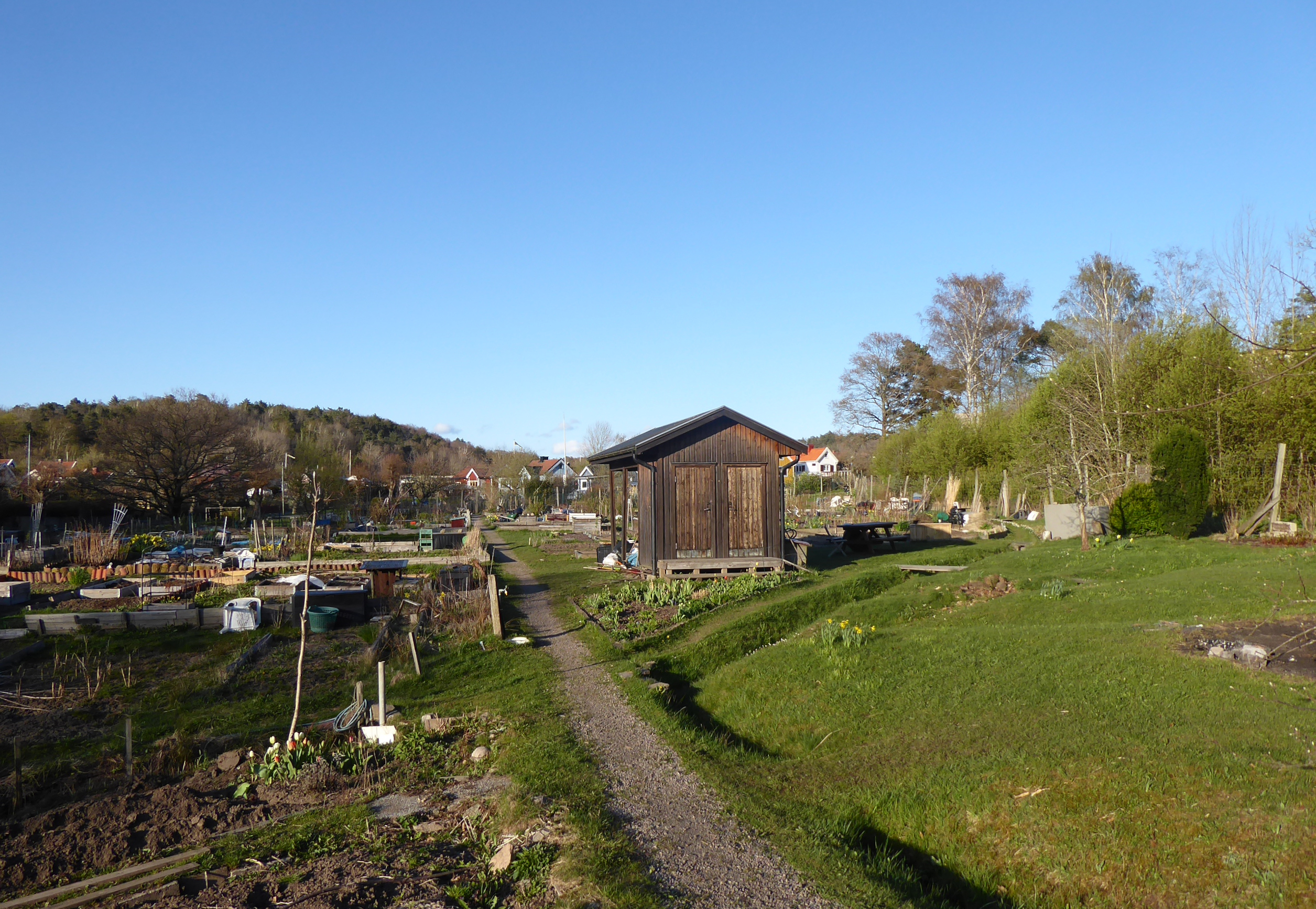
Odlingslotterna vid Torpakolonin.